# Buz Ghaz
Buz Ghaz (arab. بوز غاز) – wieś w Syrii, w muhafazie Idlib. W 2004 roku liczyła 631 mieszkańców.